# Петье, Жюль
Жюль Александр Петье (фр. Jules Alexandre Petiet; 5 августа 1813, Флоренция, Тоскана — 29 января 1871, Париж) — выдающийся французский инженер-механик, пионер развития сети французских железных дорог.

## Биография

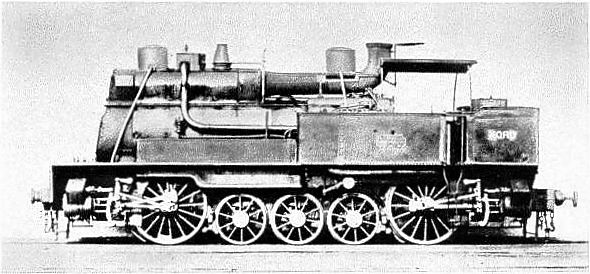
Локомотив Петье класса А-3-А

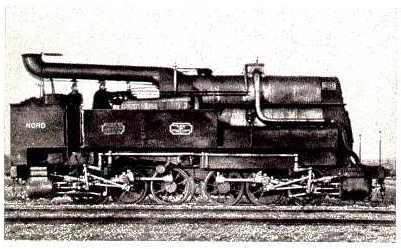
Локомотив Петье Дуплекс 0-6-6-0T

Сын барона Франции Пьера Франсуа Петье (1782—1835), военного администратора, начальника продовольственного снабжения армии Наполеона. Внук Клода Луи Петье, государственного деятеля, военного министра Франции (1796—1797).
Выпускник престижной Парижской центральной инженерной школы (École centrale Paris), которой позже с 1868 до смерти в 1871 г. он руководил.
Участвовал в создании первых линий французских железных дорог, в 1842 году — Версальской ж.д. (Versailles Rive Gauche). С 1845 г. работал первым главным инженером Северной железной дороги Франции (Chemins de Fer du Nord). С 1848 г. — инженером локомотивного парка.
Расширил парк локомотивов Nord со 187 шт. на момент его назначения в 1848 году до 841 шт. на момент его смерти в 1871 году.
Разработчик локомотивов класса 0-4-0, известных как Fortes Rampes, класса А-3-А и др.

## Отличия и награды
- Офицер Ордена Почётного легиона (1853).
- Его имя входит в список наиболее выдающихся французских учёных и инженеров XVIII—XIX веков, помещённый на первом этаже Эйфелевой башни.
- В Париже его именем названа улица.